# Lista över rollfigurer i Witch Hunter Robin
Detta är en lista över rollfigurerna i animen Witch Hunter Robin.

## STN-J (Huvudpersoner)

### Robin Sena
Robin Sena (瀬名 Sena Robin). Röster görs av Akeno Watanabe (japanska) och Kari Wahlgren (engelska).
Robin är 15-årig flicka som sällan höjer rösten och med ett mystiskt ursprung, med tanke på att hon besitter krafter som också återfinns hos de hon jagar. Hon växte upp i ett kloster i Italien innan hon anslöt sig till STN-J.
Robin har en pyrokinetisk förmåga som låter henne manifestera eld i olika former och styrka. Dessutom har förmågan att kanalisera sin energi till sköldar som kan blockera både fast materia och magiska krafter från andra häxor. Men all användning av hennes magi gör att hennes synförmåga tillfälligt försvagas, något som i sin tur minskar exaktheten och effektiviteten i hennes pyrokinetiska krafter. Detta problem försvinner dock när hon börjar bära glasögon eftersom Amon, till skillnad från Robin själv, hade uppmärksammat hennes problem. Trots ett gott hjärta har Robin använt sin gåva för att döda när det krävts, antingen för att rädda någons liv eller för den goda sakens skull.
Hennes krafter ökar snabbt allteftersom serien fortskrider, från att ha haft förmågan att tända flera ljus samtidigt till att döda en motståndare genom förbränning. Hennes förmågor ökar till den grad att hon uppfattas som farlig av Solomon och stämplas som häxa och därefter blir hon jagad av samma organisation som hon arbetar för. Jägarna som skickas efter henne dödas av Robin, vanligtvis genom förbränning via hennes pyrokinetiska förmåga. I slutet av serien avslöjas det att Robin egentligen är en häxa som "designats" genom genmanipulation i ett projekt som gick under namnet "Project Robin". Det visar sig också att Robins mor, Maria, gett sitt medgivande till denna genetiska manipulation och att hon kallade sitt barn (dvs Robin) för "Hope" (sv. hopp). Robin är också genetiskt manipulerad för att kunna framföda ett nytt släkte av häxor, de som en gång kallades för 'gudomligheter' i den antika historien. I avsnitt 12 möter Robin en häxa vars uppgift är att bevara andra häxors minne. Denna häxa, kallad "Salem Witch", kan inte dö om hon inte bränns av en annan häxas eld. Därför valdes Robin för uppdraget att eliminera just denna häxa. I de efterföljande avsnitten avslöjas det att Robin tog de bevarade minnena och därför växer hennes kraft ytterligare.
I det sista avsnittet, när fängelset "Fabriken" är nära kollaps, återförenas Robin och Amon med Karasuma, när Robin och de andra försökt rädda Zaizens fabrik. Robin berättar för henne att häxors minnen under tusentals år som givits henne kommer att göra det möjligt för henne att förstå den sorg som uppkommit i och med konflikten mellan häxor och människor. Denna förståelse skulle göra det möjligt för henne att hitta ett sätt för häxor att samexistera med människor och att det möjligen var därför hennes mor gett henne namnet "Hope". Då detta sagts av Robin säger Amon att han kommer att stanna vid hennes sida för att se hur hon skapar denna nya värld av samexistens och att han kommer att döda henne om hon skulle visa sig vara destruktiv i sitt verk. Robin accepterar hans roll som väktare vid sin sida (med tanke på den tillit de bägge känner gentemot varandra).
Robins öde i slutet av serien är oklart. Men det antyds att både hon och Amon överlever Fabrikens kollaps. Efter konversationen mellan Robin, Amon och Karasuma så vacklar Karasuma ut ur den nedrasade Fabriken. Med ett bekymmerslöst ansiktsuttryck förklarar hon för Doujima att hennes egen överlevnad mer var en slump och att hon inte vet om Robin och Amon överlevde. Med detta sagt anser också Doujima att Robin och Amon dött, men hon säger det med en ton (och ett leende) som antyder att hon själv inte tror på det, men att det vore bäst för Robin och Amon om de ansågs förolyckade.

### Amon
Amon (亜 Amon). Röster görs av Takuma Takewaka (japanska) och Crispin Freeman (engelska).
Amon är en 25-årig S-klassjägare och Robins partner. Även om Robin vid ett tillfälle frågar Amon om dennes förmåga, får hon aldrig något svar och hans förmåga avslöjas aldrig i serien. Inledningsvis är han skeptisk till att bli Robins partner, då han av STN-Js chef Zaizen ombeds att "hålla ett öga på henne" då hon kommer från Solomon. Men när han själv kan se och uppskatta hennes insatser i fall som rör mycket prominenta häxor, accepterar han henne till slut. I senare avsnitt av serien stör Amon Zaizens försök att eliminera eller fängsla Robin i fabriken. Senare angriper Solomon STN-J och än en gång räddar Amon Robin. 
Efter denna episod framställs inte Amon såsom varande anställd av STN-J utan av Solomon. Han beordras av Solomon att jaga Robin eftersom hon lärt sig magins arcana och att hennes kunskaper vuxit sig för stora för att kunna kontrolleras av Solomon. När Robin och Amon möts överlåter hon beslutet om hon skall leva eller dö till Amon och Amon upptäcker att han inte förmår att döda henne.
I slutet av serien avslöjas det att Amons far var kunnig i de magiska konsterna och att hans mor var ett "frö", vilket tyder på att Amon själv också har anlag för att bruka magi. Amon fruktar att denna sovande gen skall vakna. När den sovande genen vaknade hos Amons mor kände hon inte längre igen sin son. Amons rädsla för och hat mot häxor har sitt ursprung i detta ögonblick, även om han inte riktigt uppvisar vare sig hat mot eller rädsla för häxor i något av de 26 avsnitten. I seriens sista avsnitt, då Robin inser att hennes syfte är att få häxor och människor att leva tillsammans, blir Amon den väktare vars uppgift är att döda Robin händelse av att hon skulle uppträda destruktivt för att uppnå sitt mål.
Huruvida Amon och Robin överlevde seriens sista avsnitt är inte känt, men Karasuma var med dem till slutet och hon ensam tar sig ur den nedrasade fabriken. Hennes obekymrade "vet ej", som svar på frågan om vad som hände Robin och Amon antyder att de två överlevde. Förhållandet mellan Amon och Robin skildras i serien som affärsmässigt. Men Amon avbryter sitt förhållande med Touko, Zaizens dotter. Deras förhållande var på väg att falla samman. Touko accepterar Amons vägval och antyder att han "förändrats", något som antyder att Amon blivit en varmare person då han vid ett tillfälle sa "plötsligt tänkte jag på dig och ringde". Även om Robin och Amon aldrig skildras i någon romantisk scen, anstränger sig Amon verkligen för att tillse att Robin är utom fara och Robin skulle anförtro Amon med sitt liv. Det finns en underton av romantik, men det är mer antydningar och inte något som det talas om.

### Haruto Sakaki
Haruto Sakaki (榊晴 Sakaki Haruto). Röster görs av Juni Fukuyama (japanska) och Johnny Yong Bosch (engelska).
Haruto Sakaki är en 18-årig jägare som arbetar åt STN-J. Han är framåt, något hetlevrad, ambitiös, och stödjande. Ofta rusar han rakt in i faror under jakter, vilket ofta ger ett beklagligt resultat. Han är gruppens nyaste medlem (om man inte räknar Robin) och är initialt orolig för att Robin skall ta hans plats. Sakaki har dock inga fördomar när det gäller vänner och välkomnar Robin till gruppen. I likhet med Amon uppvisar inte Sakaki några övernaturliga förmågor. Men han jagas i senare avsnitt av Zaizen, något som antyder att han är ett "frö" som ännu inte vaknat. Han räddas av Robin, Amon, Doujima och Nagira. När attacken mot Sakaki misslyckas inser de övriga att Karasuma lämnats ensam och utan hjälp och de antar att hon angripits samtidigt som Sakaki och att hon tagits till fånga.
Längre fram i serien hjälper han Robin att ta sig in i Fabriken för att rädda Karasuma och hjälper senare även till med att avlossa nedhållande eld för att täcka Michael då denne försöker få igång en hiss i fabriken. Sakaki överlever fabrikens kollaps. Michael berättar, i slutet av serien, att han fortfarande jagar häxor.

### Michael Lee
Michael Lee. Röster görs av Hiro Yuuki (japanska) och Dave Wittenberg (engelska).
Michael är en hacker och STN-Js tekniska expert. Efter ett misslyckat intrångsförsök i STN-Js datorsystem är han som straff förhindrad att lämna STN-Js byggnad. Enligt Michael är STN-Js nätverk det enda han inte kunnat hacka utan att lämna spår efter sig. Efter det misslyckade intrångsförsöket hos STN-J fick Michael ett val. Antingen börja jobba för STN-J eller dö. Michael valde det första alternativet.
I början undviker Michael Robin, men blir med tiden alltmer vänligt inställd till henne, i synnerhet som hon ibland håller honom sällskap på kontoret sent på kvällen. Michael har förmågan att gräva upp stora mängder information om olika häxor, polisrapporter och liknande utan att lämna några spår efter sig. I slutet av serien ges han också möjlighet att lämna STN-Js högkvarter.

### Miho Karasuma
Miho Karasuma (乌丸美 Karasuma Miho). Röster görs av Kaho Koda (japanska) och Wendee Lee (engelska).
Karasuma är en 19-årig jägare som har kunskaper om psykometri. Kunskaper som gör det möjligt för henne att röra vid ett föremål och "läsa" det och på detta sätt få en uppfattning om de tankar och känslor den person som tidigare höll föremålet hade. Ibland kan hon också se historiska händelser som ett föremål varit med om eller de i närheten av föremålet varit med om. Hon använder förmågan vid brottsplatsundersökningar eller bevisundersökningar. Genom sin förmåga kan hon förmedla viktig information till de övriga medlemmarna i gruppen. Hon ger Robin råd om hur hon bäst skall använda sin kraft och agerar som en slags mentor åt henne. Även om hon är ganska ung får hennes professionalism och beslutsamhet henne att verka äldre än vad hon är. Mot slutet av serien fångas Karasuma i fabriken av Zaizen och ges ett val. Antingen måste hon jaga Robin eller dö. Karasuma vägrar att jaga Robin.
Karasuma återförenas med Robin och Amon och de diskuterar hur han (Amon) och Karasuma skulle överlåta häxornas framtid till Robin, men efter att Fabriken kollapsat är det endast Karasuma som tar sig ut bland de nedfallna stenarna. Hon berättar för Doujima att hennes egen överlevnad var tursam och att hon inte vet vad som hände med Robin och Amon. Doujima anser att Robin och Amon dog när fabriken rasade samman, men Doujimas leende antyder att Robin och Amon klarade sig och att det bästa vore att den officiella förklaringen är att Robin och Amon dog. Till slut tar Karasuma Amons plats som ledare för gruppen och arbetar så hårt hon kan för att jaga häxor.

### Yurika Dōjima
Yurika Dōjima (堂岛百合 Dōjima Yurika). Röster görs av Kyoko Hikami (japanska) och Michelle Ruff (engelska).
Dōjima porträtteras som en bekymmerslös, lat, fåfäng och omogen person som hellre går och shoppar än ger sig ut på ett uppdrag. Hon kommer ständigt för sent till jobbet och gör inte mycket på kontoret, något som uppmärksammas av hennes chef Kosaka. Enligt Dōjima har hennes föräldrar utsett STN-J till hennes förmyndare och att de har en hållhake på STN-J. Dōjima är oftast en besvikelse för gruppen då hon gör så lite som möjligt under uppdragen. Till en början är Dōjima inte särskilt vänlig mot Robin, men mot slutet av serien ändras det. Dōjima börjar till och med ta uppdragen på större allvar och visar att hon besitter en viss insikt om omgivningen. Det avslöjas att hon är en underrättelseagent som arbetar för Solomon och att hon är placerad under täckmantel i STN-J för att försöka få fram information om Orbo. Mot slutet flyr hon från den kollapsade Fabriken tillsammans med Nagira, som gömde Robin efter att Amon räddat henne, och hon tar därefter sitt arbete på än större allvar.

### Shintaro Kosaka
Kommissarie Shintaro Kosaka (小坂慎 Kosaka Shintaro). Röster görs av Shinpachi Tsuji (japanska) och Doug Stone (engelska).
Kosaka är en man med kort stubin som rapporterar direkt till Zaizen. Han vidarebefordrar rapporter om organisationens framsteg och annan relevant information. Mycket lite är känt om vad han egentligen arbetar med och när han syns i serien är det mest för att kritisera sina anställdas sätt att hantera ett fall eller för att de inte gör det jobb han anser de bör göra. Han skäller konstant på sina anställda, oftast på Hattori och Dōjima. Även om han kan vara ett irritationsmoment för resten av gruppen visar han att han bryr sig om dem. Ursprungligen var Kosaka anställd av polisen, något som gör att han har ett väl utbyggt kontaktnät som kommer väl till pass när jägarna inte kan använda STN-Js databaser. Mot slutet av serien avslöjas det att Kosaka har blivit STN-Js nya administratör och därmed ersatt den nu avlidne Zaizen.

### Shohei Hattori
Shohei Hattori (服部 Hattori Shohei). Röster görs av Masaaki Okura (japanska) och Dave Mallow (engelska).
Man får inte veta så mycket om Hattori, annat än att han arbetar med att arkivera olika saker på Kosakas order. Hans attityd gentemot sina kollegor är något snobbig och kylig. Kosaka är det lysande undantaget då Hattori istället intar en fjäskande attityd och genast avbryter vad han nu höll på med för att höra vad Kosaka har att säga.

### Takuma Zaizen
Takuma Zaizen (财前 Zaizen Takuma). Röster görs av Michihiro Ikemizu (japanska) och Jamieson Price (engelska).
Zaizen är chef över STN-Js och Fabrikens verksamhet, och också Tōkos far. Mot slutet av serien avslöjas det att det är Zaizen som framställt ämnet orbo (som används av jägarna i jakten på häxor) genom att förvandla häxors blod. Misstankarna om källan till orbo föranleder Solomon att angripa STN-J för att få fram information om orbos hemligheter. Zaizen dör efter ett misslyckat försök att ta livet av Robin. 

## Solomon

### Juliano Colegui
Fader Juliano Colegui. Röster görs av Masane Tsukayama (japanska) och Tom Wyner (engelska).
Fader Juliano är Robins tidigare förmyndare och också hennes morfar som uppfostrade henne från födseln. Han besöker Robin i den senare delen av serien för att berätta för henne om hennes historia. Då Robin bor med Nagira är han den som ber Amon att jaga Robin då han fruktar att Robin inte kommer att kunna kontrollera sina krafter då de växer sig starkare. Senare i avsnittet "Redemption Day", konfronterar han Robin själv och kan se att hon inte förändrats, ej heller förvandlats till det monster han fruktade att hon skulle bli. Han ber om hennes förlåtelse och välsignar henne och ger henne information som han tagit från Todos handlingar. Denna information kommer att hjälpa henne att välja väg och han anförtror henne åt hennes eget öde med vetskapen att hon kommer att göra de rätta valen i framtiden.

### Överinkvisitor Caution
Överinkvisitor Caution Röster görs av: Hiroshi Naka (japanska), Michael Forest (engelska).
Överinkvisitor Caution är en inkvisitor som skickas av Solomon för att utföra en inkvisation av en magiker vid namn Shiro Masudo i avsnittet "The Eyes of Truth". Karasuma förklarar för Sakaki att Solomon använder en mänsklig inkvisitor för att fatta det slutgiltiga beslutet om huruvida en magiker/häxa kan bli en jägare eller inte. Amon och Robin eskorterar Caution till den kyrka där han skall bo och en diskussion mellan inkvisitorn och Robin avslöjar att det var han som utförde Robins inkvisation. När Caution lämnar gruppen för att återvända till högkvarteret berättar han för Robin att de sannolikt aldrig mer kommer att träffas och anspelar på det faktum att hon har vaknat till "glädjen att använda sin magi".

### Sastre
Sastre Röster görs av: Hitoshi Kamibeppu (japanska), Kirk Thornton (engelska).
Sastre är en manlig häxjägare som klär sig som en trollkarl. Han är en av de mest fruktade häxjägarna då han undviker varje form av lagföring och fängsling. Till och med Robin uttryckte en viss rädsla när hans namn dök upp i ett fall. Hans signum är att lämna origami-tranor med nästa offers namn på liket av offret. Hans magiska kunskaper gestaltar sig i en förmåga att manipulera luften kring sig till projektiler. Sastre är den första häxjägaren som skickas ut av Solomon för att jag Robin när de beslutar att hon blivit ett hot. Det är under kampen med honom som Robin förstår hur magins Arcana fungerar och därmed växer hennes makt.

### Hiroshi Todo
Hiroshi Todo Röster av: Naoya Uchida (japanska), Tony Oliver (engelska)
Tōdō är Robins "far" och en enastående vetenskapsman. Han forskade kring ett nytt projekt för att minska konflikterna mellan människor och häxor, men alla spår av hans forskning förstördes av Solomon med tanke på den möjligt risk som projektet medförde. Dock var det redan för sent då projektet redan hade nått slutfasen. I sista avsnittet visas en uppspelning av Tōdō på en dator i Fabriken. Han förklarar allt om sitt projekt, Robins förflutna, och anledningen till sällskapets obalans (något som storligen irriterade Zaizen). Tōdō överlämnar till Juliano ansvaret för Robins hälsa efter Marias död med förhoppningen att denna chansning kommer att lyckas och att hon inte kommer att förstöras.

### Maria Colegui
Maria är fader Julianos dotter och också Robins mor, även om Robin inte föddes på vanligt sätt. Det är från sin mor som Robin fått sin pyrokinetiska gåva. Enligt Marias utsago är Robin det framtida hoppet för alla häxor och även nyckeln för att låsa upp den konflikt som existerar mellan häxor och människor. Maria dog kort efter Robins födelse.

## "Häxor"
| Häxa           | Avsnitt                                     | Japansk Seiyū     | English Röst                                         | Förmåga                                                     |
| -------------- | ------------------------------------------- | ----------------- | ---------------------------------------------------- | ----------------------------------------------------------- |
| Kazuya Misawa  | Addicted to Power (2)                       | Kazuya Ichijou    | Kirk Thornton                                        | Explosion                                                   |
| Karata Kazuma  | Dancing in Darkness (3)                     | Kouji Ishii       | Michael McConnohie                                   | Dra livskraften ur andra häxor och göra den till sin egen   |
| Sayoko         | Stubborn Aesthetics (4)                     | Shoko Kikuchi     | Dorothy Elias-Fahn                                   | Telekinesi                                                  |
| "Single-Eye"   | Smells Like The Wandering Spirit (5)        |                   | Kirk Thornton                                        | Skräckslå                                                   |
| Chie           | Raindrops (6)                               | Makoto Tsumura    | Karen Strassman                                      | Ge falskt liv åt orörliga föremål, dockor                   |
| Mamoru Kudō    | Simple-Mind (7)                             | Reiko Takagi      | Mary Elizabeth McGlynn                               | Imploderande Telekinesi                                     |
| Akio Kurosawa  | Faith (8)                                   | Mahito Ōba        | Steven Blum                                          | Överföring av hjärtats energi till andra                    |
| Saki Yoshioka  | Sign of the Craft (9)                       | Tomoko Kawakami   | Karen Strassman                                      | Pyrokinesi                                                  |
| Yutaka Kobari  | Separate Lives (10)                         | Shigeru Shibuya   | Richard Cansino                                      | okänd                                                       |
| Jyuuzou Narumi | The Soul Cages (11)                         | Yuji Ueda         | Lex Lang                                             | Elektricitet                                                |
| "Methusaleh"   | The Soul Cages (11) Precious Illusions (12) | Natsumi Sakuma    | Catherine Battistone (Adult) Julie Maddalena (Child) | "Del av Kunskap" (Japanska) "Fragment av vishet" (Engelska) |
| Shiro Masuda   | The Eyes of Truth (13)                      | Takayuki Fujimoto | Kirk Thornton                                        | Imploderande Telekinesi                                     |
| Muroi          | All I Really Ought To Know (20)             |                   | Doug Stone                                           | Telekinesi                                                  |

## Övriga roller

### Yuji "Master" Kobari
Yuji "Master" Kobari Röster görs av: Hirotaka Nagai (japanska), Jerry Gelb (engelska)
Master är den lugna och artiga ägaren till "Harrys", ett kafé som ofta besöks av Robin och resten av seriens huvudpersoner. Förutom i avsnitt 10 och mot slutet av serien, syns endast en eller två jägare från STN-J på Harrys samtidigt. Kobaris son Yukata visar sig vara en häxa, och det ges starka antydningar om att Yuji också har "vaknat". Han bistår oftast jägarna med information som han snappar upp från sina kunder. Han är särskilt intresserad av Robin och vakar över henne och lagar mat åt henne när hon inte kan komma ner till baren. Mot slutet av serien, när jägarna från STN-J träffas på Harrys, berättar han för Robin att hon gått ner i vikt, sympatiserar med hennes problem och välkomnar henne "hem".

### Shunji Nagira
Shunji Nagira (凪罗俊 Nagira Shunji) Röster görs av: Jin Yamanoi (japanska), Lex Lang (engelska).
Nagira är advokat och Amons äldre halvbror (de har samma far). Han tar hand om Robin efter att hon lämnar STN-J. Han driver en liten advokatbyrå med två assistenter. Han låter Robin arbeta som cykelbud, delvis för att han inte tycker att regeringen gör rätt som förföljer häxor. I vissa avsnitt gör inte Nagira något annat än att undersöka saker. Han inhämtar information från gatan genom en man han träffar i en pachinkobar och även via en häxa i Wall City. Personlighetsmässigt verkar han vara sin halvbrors raka motsats. Han är pratsam, en smula klantig, ibland lat och gör helst saker på sitt sätt.

### Mika Hanamura
Mika Hanamura (花村 Hanamura Mika) Röster görs av: Yuka Komatsu (japanska), Julie Ann Taylor (engelska).
Mika är en av Nagiras sekreterare och arbetar på det kontor där Robin bor. Mika skäller ständigt på Nagira för dennes lathet. Hon har håret i en knut i nacken och ger intrycket av att vara en påträngande och lättstött kvinna. Hon kallar Robin för det ena öknamnet efter det andra, men när hon försvinner skäller hon på Nagira för att han skall hämta tillbaka henne.

### Tōko Masaki
Tōko Masaki (真崎 Masaki Tōko) Röster av: Mami Nakajima (japanska), Mela Lee (engelska).
Tōko är Robins rumskamrat och även Zaizens dotter. Hon tar hand om Robin tills räden vid STN-J och uttrycker sitt intresse för Robin genom att ställa flera frågor. Det verkar som om Tōko haft ett förhållande med Amon, men att han slutligen bestämmer sig för att avsluta det. I mitten av serien binder en grupp lönnmördare fast henne och använder henne som lockbete i ett försök att döda Robin i hennes lägenhet. I den efterföljande eldstriden blir Tōko skjuten i ryggen och allvarligt skadad. Efter eldstriden skyller Zaizen det inträffade på Amon och det antyds att det är Zaizen som ligger bakom mordförsöket.